# Цветной (Ремонтненский район)
Цветно́й — хутор в Ремонтненском районе Ростовской области.
Входит в состав Подгорненского сельского поселения.

## Население
| 2010 |
| ---- |
| 60   |

## Улицы
На хуторе имеются две улицы — Садовая и Центральная.